# Igreja e Reitoria da Imaculada Conceição
A Igreja e Reitoria da Imaculada Conceição (em inglês:  Immaculate Conception Church and Rectory) é uma antiga igreja católica e reitoria adjacente em St. Louis, Missouri, Estados Unidos. É a casa da Banda de Concerto Compton Heights. A antiga igreja e reitoria estão listadas no Registro Nacional de Lugares Históricos.

## História

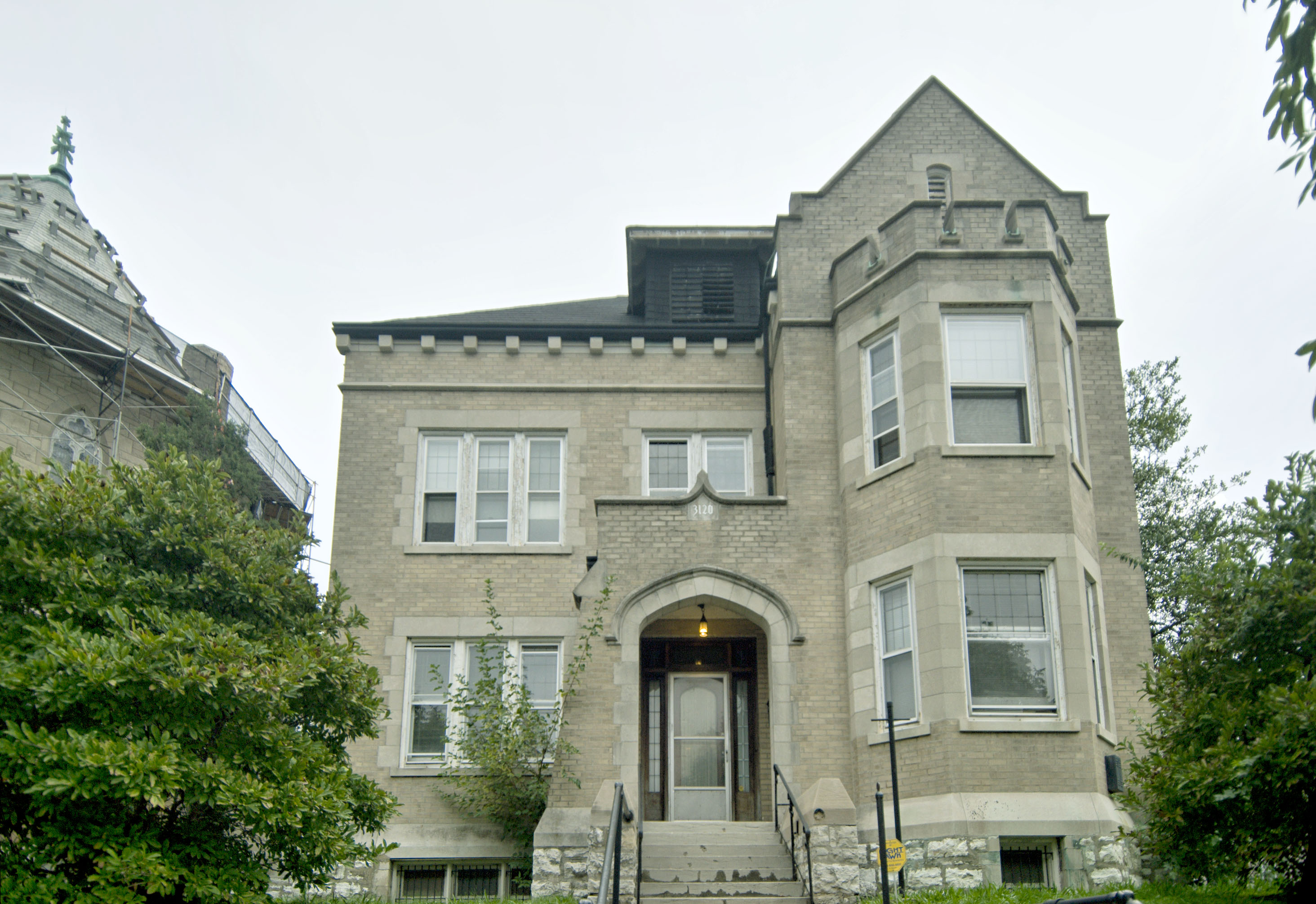
Reitoria da Imaculada Conceição

Imaculada Conceição foi o nome de três igrejas na cidade de St. Louis em épocas diferentes. A primeira igreja foi construída na esquina das ruas Oitava e Chestnut em 1854. Foi forçada a fechar devido a danos e perigo potencial devido aos túneis que foram escavados sob ela. A paróquia foi restabelecida em 1874 nas ruas Jefferson e Lucas, mas suprimida em 1902 pelo arcebispo John Joseph Kain. Seis anos depois, a antiga Paróquia de St. Kevin foi renomeada para Imaculada Conceição quando o atual prédio da igreja foi construído.
A Igreja de São Kevin original foi construída em 1876 na Park Street e Cardinal Avenue. Em 1904, a paróquia precisava de uma igreja maior. Eles decidiram se mudar para a esquina das ruas Lafayette e Longfellow. Os Estados Unidos haviam sido colocados sob o patrocínio da Bem-Aventurada Virgem Maria, sob o título de Imaculada Conceição. Decidiu-se renomear a paróquia para Imaculada Conceição/São Kevin. O antigo prédio da igreja de São Kevin foi convertido para uso como escola paroquial, que era frequentada pelas Sisters of Loretto. Com o tempo, a paróquia abandonou o nome de São Kevin e passou a ser conhecida simplesmente como Imaculada Conceição.
Em 1977, a Igreja de Santo Henrique (fundada em 1885) se fundiu com a Imaculada Conceição. A paróquia ficou conhecida como Imaculada Conceição/Santo Henrique e era administrada pelos agostinianos. Robert Francis Prevost, o futuro Papa Leão XIV, residiu na paróquia como noviço agostiniano. A antiga Igreja de Santo Henrique, nas ruas Rutger e Califórnia, foi destruída por dois incêndios em meados da década de 1990 e teve que ser demolida. A população católica na área diminuiu ao longo dos anos e a paróquia foi fechada em 2005. A igreja e a reitoria foram compradas para uso pela Banda de Concerto Compton Heights. Elas foram listadas no Registro Nacional de Lugares Históricos em 2008.

## Arquitetura
O escritório de arquitetura Barnett, Haynes & Barnett, de St. Louis, projetou os edifícios em estilo neogótico na mesma época em que projetou a Catedral Basílica de St. Louis.  
Construída em pedra, a igreja possui três rosáceas e um interior imponente.